# Le Sacre du printemps (court métrage)
Pour l’article homonyme, voir Le Sacre du printemps.
Pour plus de détails, voir Fiche technique et Distribution.
Le Sacre du printemps est un court métrage d'animation américain réalisé par Walt Disney Productions comme une séquence de Fantasia (1940) fondée sur Le Sacre du printemps d’Igor Stravinsky. 
Il enchaîne des scènes paléoartistiques montrant la formation de la Terre, l'apparition de la vie, des combats de dinosaures, leur extinction, la surrection des montagnes…

## Synopsis
Un écran noir s'illumine au fur et à mesure que l'on se rapproche d'une galaxie puis du système solaire et enfin de la Terre. Une fois traversé des nuages rouges, des montagnes se profilent, puis des volcans crachant de la lave et des cendres. La nature est déchaînée, des explosions de magma incandescent se succèdent à un rythme effréné. Un lac de lave au sommet d'une caldeira déborde, recouvre les alentours dans un tumulte emportant les rochers et éclaboussant à chaque obstacle. La lave rejoint un océan, l'eau et le magma s'affrontent avec forte évaporation. Mais l'eau semble gagner.
Dans les profondeurs de l'océan, des êtres vivants au corps semi-transparent et aux formes étranges apparaissent puis se diversifient, se colorent, et créent une faune et une flore grouillantes. Plusieurs scènes se succèdent ainsi. Lors de la dernière, la caméra suit un poisson qui semblant dire au revoir à l'un de ses congénères et évitant une algue carnivore, utilise ses nageoires comme embryon de pattes pour atteindre la surface.
La vue change pour passer sur la terre ferme. Au loin des plesiosaures évoluent près d'une île-montagne tandis qu'au premier plan une tortue primitive sort de l'eau. Au sommet d'une falaise des pteranodons sont nichés sur la paroi. Quelques-uns se détachent et prennent leur envol, utilisant leur bec pour pêcher mais d'autres animaux marins les mangent.
Dans une forêt des dinosaures terrestres dorment. Un tricératops apparait puis un dinosaure tente de manger un archéoptéryx qui s'envole vers des brontosaures broutant des algues. Un groupe de cœlurosaures boit l'eau d'une flaque puis un stégosaure surgit. La scène évolue vers un couple de tricératops et leurs deux petits et d'autres sauriens dont des iguanodons et des diplodocus se nourrissant. La pluie se met alors à tomber et un tyrannosaure apparait, effrayant les autres et les poursuivant pour les manger. Sous le regard des autres, le stégosaure et le tyrannosaure s'affrontent jusqu'à la victoire du carnivore. La caméra grimpe alors vers le ciel.
Un soleil rouge apparait et un décor désertique montre des dinosaures cherchant en vain de la nourriture ou de l'eau entre la poussière et la roche. Des flaques de boues deviennent des pièges mortels. Des ossements restent alors seules traces de vie dans le désert tandis qu'une éclipse masque le soleil. Le sol gronde, se fissure, des montagnes se forment puis un raz de marée submerge tout avant de s'apaiser. Une éclipse annulaire se forme et la caméra s'éloigne de la Terre. Les silhouettes des musiciens apparaissent alors.

## Fiche technique
- Titre original : The Rite of Spring
- Titre français : Le Sacre du printemps
- Réalisateur : Bill Roberts et Paul Satterfield
- Scénario : William Martin, Leo Thiele, Robert Sterner et John Fraser McLeish
- Direction artistique : McLaren Stewart, Dick Kelsey et John Hubley
- Animation :
  - Supervision de l'animation : Wolfgang Reitherman et Joshua Meador
  - Animateurs : Philip Duncan, John McManus, Paul Busch, Art Palmer, Don Tobin, Edwin Aardal, Paul B. Kossoff
- Décors : Ed Starr, Brice Mack et Edward Levitt
- Effets spéciaux caméra : Gail Papineau et Leonard Pickley
- Effets spéciaux : Ub Iwerks
- Producteur : Walt Disney
- Production : Walt Disney Pictures
- Distributeur : Buena Vista Pictures
- Format d'image : Couleur (Technicolor)
- Son : Mono
- Langue : (en)
- Pays de production :  États-Unis
- Dates de sortie :
  - États-Unis : 13 novembre 1940
  - France : 1er novembre 1946

## Commentaires
À l'origine, la musique de Stravinsky accompagne un ballet évoquant les danses tribales, les rites païens, et le primitivisme, mais Disney a transformé cela en une leçon de géologie et de paléontologie. Lors de la production, Stravinsky a pu observer les études préparatoires et le storyboard, qu'il aurait alors apprécié, mais il semble avoir changé d'avis par la suite (Voir ci-après).
L'animation retrace les ères géologiques avec l'évocation de 
- l'hadéen, la formation de la terre et des océans
- l'archéen et le protérozoïque avec les premières bactéries
- le cambrien avec les premiers animaux aux formes étranges dont la Faune de Burgess
- le Silurien avec les premières plantes et animaux terrestres
- le Mésozoïque, divisé en trois périodes, Trias, Jurassique et Crétacé, l'époque des dinosaures depuis leur apparition jusqu'à leur disparition.

Les animaux les plus connus à l'époque du film sont représentés : tricératops, archéoptéryx, diplodocus, cœlurosaure, stégosaure, iguanodon, brontosaure et tyrannosaure. Ils ont été réutilisés afin de présenter les dinosaures dans l'attraction Universe of Energy dans le parc à vocation éducative Epcot.
Le combat entre le tyrannosaure et le stégosaure a été animé par Wolfgang Reitherman. L'animateur d'effets spéciaux Joshua Meador a assuré la reconstitution des éruptions volcaniques et des coulées de lave et il travailla par la suite sur le monstre du film Planète interdite (1956). Robin Allan et Bruno Girveau décèlent pour cette séquence des inspirations des revues scientifiques et le début du cinéma avec par exemple Georges Méliès, Winsor McCay et son Gertie le dinosaure ou les films fantastiques de Willis O'Brien tel Le Monde perdu (1925),.